# Le Vol de la Libellule
Ne doit pas être confondu avec Le Vol de l'aigle ou Le Vol du dragon.
Le Vol de la Libellule (titres originaux : Rocheworld - 1982 puis The Flight of the Dragonfly - 1984) est un roman de science-fiction écrit par l'écrivain américain Robert Forward.
Ce roman a été publié aux États-Unis en 1982 sous forme de feuilleton sous le nom Rocheworld (« Rochemonde »), puis en 1984 sous le titre The Flight of the Dragonfly.
En France, il a été publié en grand format en 1986 par les éditions Robert Laffont puis au format poche par Le Livre de poche en 1991.

## Résumé
La Libellule est un engin spatial envoyé par les États-Unis vers l'étoile de Barnard. Le mode de propulsion est une voile solaire.
Le voyage sera long, très long : environ 50 ans.
Arrivés sur place, les astronautes découvriront Rochemonde, planète double gravitant autour de l'étoile, peuplée d'étranges créatures extraterrestres vivant dans l'océan de la planète.
L'un de ces extraterrestres est Clair-Blanc-Siffleur ; il aidera les humains à échapper à un terrible danger qui menace leur vie…